# Franco Ciferri
Franco Ciferri, meglio noto come Frank Farrow (Roma, ...), è un produttore cinematografico, sceneggiatore, regista e attore italiano.
È noto per essere stato uno fra i più importanti finanziatori della prima parte della carriera di Antonio Margheriti.

## Biografia
Franco Ciferri esordì nel mondo cinematografico come produttore associato del film Nude... si muore, primo giallo diretto da Antonio Margheriti. L'anno seguente viene accreditato come produttore esecutivo nella pellicola Contronatura, che fu, tuttavia, un fiasco ai botteghini (ad eccezione della Germania, dove riscosse un buon successo commerciale). Probabilmente, per questo motivo, decise di abbandonare il mondo della produzione, per avvicinarsi a quello della regia e della sceneggiatura. Suo, infatti, è il film La pazienza ha un limite... noi no!, spesso erroneamente accreditato ad Armando Morandi (che curò soltanto il copione); il film riprende, sin dal titolo, le commedie western di Terence Hill e Bud Spencer. La pellicola riscosse scarso successo sia in Italia che all'estero.
Nel 1978 scrisse per Francesco Prosperi Il commissario Verrazzano, con protagonista una fra le icone più importanti del poliziesco all'italiana, Luc Merenda.
Ciferri terminò la sua carriera cinematografica partecipando al film Uno scugnizzo a New York, come attore, nei panni di un mafioso. 

## Filmografia
- Nude... si muore, regia di Antonio Margheriti (produttore)
- Contronatura, regia di Antonio Margheriti (produttore)
- La pazienza ha un limite... noi no! (regia e sceneggiatura)
- Il commissario Verrazzano, regia di Francesco Prosperi (sceneggiatura)
- Uno scugnizzo a New York, regia di Mariano Laurenti (attore)

## Curiosità
- Nel film La pazienza ha un limite... noi no! partecipò come sceneggiatore Amando de Ossorio, famoso in Spagna per i suoi horror a basso costo.
- Viene citato nel dizionario di cinema di genere di Roberto Poppi.